# الاتحاد الزراعي الإفريقي
الاتحاد الزراعي الأفريقي (بالفرنسية: Syndicat agricole africain)‏ هو أول حزب شبه سياسي في كوت ديفوار، بقيادة فيليكس هوفويت بوانيي طوال فترة وجوده. تأسس الاتحاد في 3 سبتمبر 1944 من قبل هوفويت بوانيي والإدارة الاستعمارية.

## التاريخ

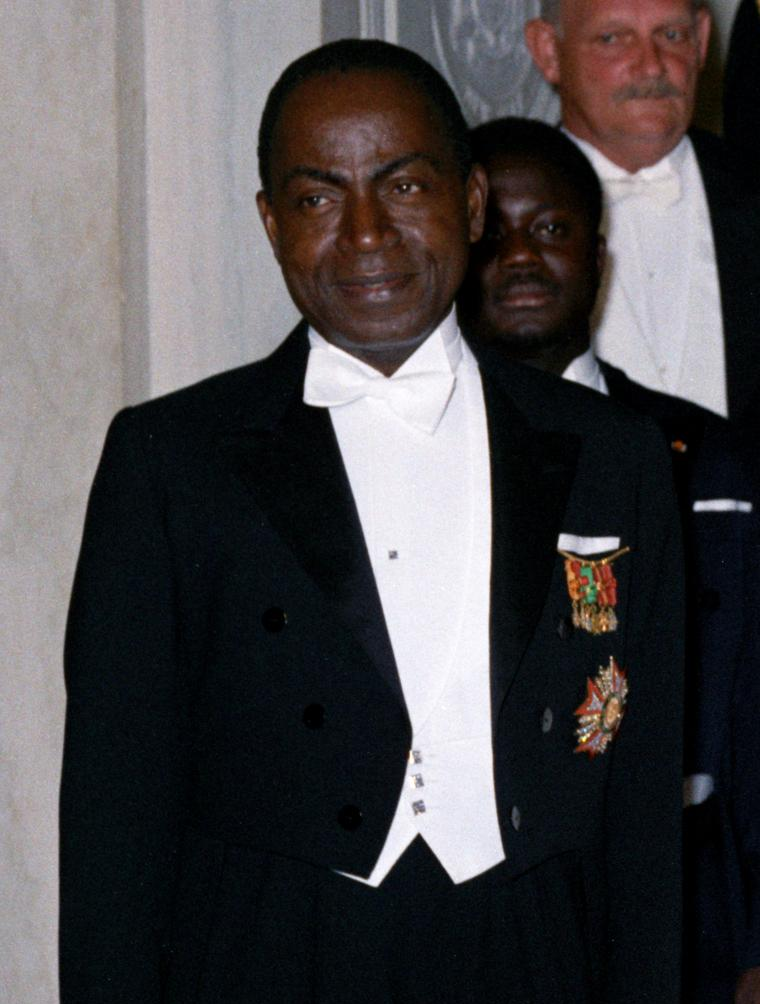
فيليكس هوفويت بوانيي

تم إنشاء الاتحاد في 3 سبتمبر 1944 من قبل هوفويت بوانيي والإدارة الاستعمارية في اجتماع افتتاحي في أبيدجان. في ظل رئاسته، جمع الاتحاد بين المزارعين الأفارقة الذين كانوا غير راضين عن رواتبهم وعملوا على حماية مصالحهم ضد مصالح المستوطنين الأوروبيين. وطالبت المنظمة المناهضة للاستعمار والعنصرية بظروف عمل أفضل وأجور أعلى وإلغاء العمل غير الحر. تلقت النقابة بسرعة دعم ما يقرب من 20,000 عامل مزرعة. أثار نجاحها غضب المستعمرين لدرجة أنهم اتخذوا إجراءات قانونية ضد هوفويت. ومع ذلك، زاد الاتحاد من شعبيته كصوت للأفارقة.
عندما تم انتخابه في الجمعية التأسيسية في 4 نوفمبر 1945، عمل هوفويت بوانيي على تنفيذ رغبات الاتحاد. اقترح مشروع قانون لإلغاء العمل الجبري، وهو السمة الوحيدة التي لا تحظى بشعبية في الحكم الفرنسي،  في 1 مارس 1946 والتي اعتمدتها الجمعية في عام 1947. في 9 أبريل 1946،  هوفويت بوانيي، بمساعدة مجموعات الدراسة الشيوعي في أبيدجان، أعاد إنشاء الاتحاد ليصبح الحزب الديمقراطي لكوت ديفوار،  أول حزب فعال في كوت ديفوار  والقسم الإيفواري من التجمع الديمقراطي الأفريقي.